# 3856 Lutskij
3856 Lutskij (1976 QX) là một tiểu hành tinh vành đai chính được phát hiện ngày 26 tháng 8 năm 1976 bởi N. Chernykh ở Nauchnyj.